# Kościelec (Kalisz)
Pour les articles homonymes, voir Kościelec.
Kościelec est une localité polonaise de la gmina de Mycielin, située dans le powiat de Kalisz en voïvodie de Grande-Pologne.